# 泥炭藓目
泥炭藓目（学名：Sphagnales）是藓类植物门的一个目，有四个现存属：珠炭藓属、曙炭藓属、绢炭藓属和泥炭藓属。
泥炭藓属包含目前发现的物种数量最多（约200种，数量因不同作者而异）。而其他的属目前每个属仅限于一个物种。